# Пйотр Лібера
Пйотр Лібера (пол. Piotr Libera; нар. 20 березня 1951, Шопениці) — польський римо-католицький клірик; з 2007 року єпископ Плоцький.

## Біографія
Народився 20 березня 1951 року в Шопеницях (нині район Катовиць). Навчався в VI загальноосвітньому ліцеї ім. Яна Длуґоша в Катовицях. З 1969 по 1970 навчався у Шльонській вищій духовній семінарії. З 1970 до 1972 відбував військову службу, після чого, до 1976 року продовжив навчання у семінарії. Отримав свячення 15 квітня 1976 року в соборі Христа Царя в Катовицях. Продовжив навчання з теології у Академії католицької теології у Варшаві. З 1980 до 1986 вчився у Папському селеціанському університеті у Римі де захистив докторську роботу.
З 1973 по 1989 на різних духовних посадах у Руді Шльонській, Кракові та Катовицях; у 1989 став секретарем апостольського нунція в Польщі архієпископа Юзефа Ковальчика.
У 1996 році папа Іван Павло ІІ призначив Ліберу єпископом-помічником архидієцезії в Катовицях. Єпископська хіротонія відбулась 6 січня 1997 в Римі. З 1998 по 2007 виконував функції головного секретаря Конференції польських єпископів. Брав участь у організації візиту до Польщі папи Івана Павла ІІ у 1999 році та Бенедикта XVI у 2006. 2 травня 2007 року, папою Бенедиком XVI, був призначений правлячим єпископом Плоцьким. У 2016 висвятив єпископом-помічником Плоцької архидієцезії Мирослава Мілевського.

## Спроби виправдання «проклятих солдат»
3 березня 2018 року Пйотр Лібера посвятив пам'ятну таблицю із прославою «проклятих солдат» у Плоцькому кафедральному соборі та виступив із проповіддю в якій високо оцінив їх діяльність, яка полягала, як у боротьбі із комуністичною владою так і у винищенні мирного українського населення. Зокрема, Лібера зазначив, що «прокляті солдати»: «не були ніякими бандитами, а останніми лицарями Польщі» та «були навчені Польщі з-під знаку Марії — гетьманші польського солдата, а не з-під темної зірки, були як ми всі слабкі і грішні, були переконані, що мусять битись, карати, і навіть вбивати, що несло біль і сльози, але служили слушній справі незалежності!». Крім того єпископ назвав Русь ХІ століття «поганською країною», котра «не знала Христового Хреста».